# Apamea exstincta
Apamea exstincta är en fjärilsart som beskrevs av Otto Staudinger 1889. Apamea exstincta ingår i släktet Apamea och familjen nattflyn. Inga underarter finns listade i Catalogue of Life.